# Monguí
Monguí à một thị trấn và đô thị ở Boyacá Department, Colombia, thuộc tỉnh Sugamuxi một phân vùng của Boyaca.
Thể loại:Thành phố, thị xã ở Boyacá Department]]